# Nationalkonservatismus
Nationalkonservatismus, teilweise auch Rechtskonservatismus genannt, ist ein politischer Begriff zur Beschreibung einer vor allem in Europa verbreiteten Variante des Konservatismus, die nationale Empfindungen sowie die kulturelle und ethnische nationale Identität betont.
Nationalkonservativen gemeinsam ist eine skeptische bis ablehnende Haltung gegenüber der Zuwanderung und der europäischen Integration, sowie eine Tendenz zum Wertkonservatismus und traditionellen Moralvorstellungen. Sie verstehen den Konservatismus als Korrektiv zu Modernismus und Fortschrittsgläubigkeit und stellen die Gemeinschaft vor das Individuum. Nicht selten geht der Nationalkonservatismus auch Verbindungen zu konservativen religiösen Strömungen ein. Ökonomisch werden hingegen sowohl sozial-marktwirtschaftliche als auch Laissez-faire-Ansichten vertreten.

## 19. Jahrhundert
In der deutschen Geschichte des 19. Jahrhunderts war der Nationalkonservativismus eine von mehreren Strömungen der Konservativen, neben den Staatskonservativen, Sozialkonservativen und Hochkonservativen. Die Nationalkonservativen wie Joseph von Radowitz strebten einen deutschen Nationalstaat nach britischem Vorbild an, vergleichbar den Nationalliberalen, aber monarchischer ausgestaltet. Somit waren die Nationalkonservativen Vorläufer der Freikonservativen Partei.

## Heutiger Begriff
Dem heutigen Nationalkonservatismus ist ebenso zu eigen, dass er die direkte Demokratie als „Hort gegen die internationale Verflechtung“ preist und so die populistische Stimmungslage zwischen dem „einfachen Volk“ und der „classe politique“ einfängt. Übergänge zum Rechtspopulismus können insofern fließend sein. Für den Nationalkonservatismus hat sich in der Literatur in synonymer Verwendung teilweise auch der Begriff „Rechtskonservatismus“ eingebürgert, jedoch wird der Nationalkonservatismus abweichend davon auch als besonderer Unterfall des Rechtskonservatismus definiert. In dem Fall sollen rechtskonservative Parteien, insofern sie eher „nationale Belange“ in den Mittelpunkt stellen, als „nationalkonservativ“ bezeichnet werden.
Die Verwendung des Begriffs in den Sozialwissenschaften ist widersprüchlich: Während in der Geschichtswissenschaft der Begriff verwendet wird, um völkisch orientierte Parteien wie die Deutschnationale Volkspartei zu charakterisieren und eine ähnliche Verwendung für antidemokratische Vorstellungen auch in der politikwissenschaftlichen Diskussion um die Neue Rechte aufzeigbar ist, wird andererseits in neuerer Literatur der Parteienforschung der Begriff benutzt, um gerade nicht völkisch oder antidemokratisch orientierte Parteien des rechten konservativen Spektrums zu charakterisieren und von Rechtsradikalismus und Rechtsextremismus abzugrenzen.
In der deutschen Parteienlandschaft werden Die Republikaner und die Alternative für Deutschland von Politikwissenschaftlern als nationalkonservativ eingeordnet, in Österreich gilt die Freiheitliche Partei, in der Schweiz die Schweizerische Volkspartei und in Luxemburg die Alternativ Demokratesch Reformpartei als nationalkonservativ.

## Parteienlisten
| Land                          | Partei | Logo | Parteichef                  | Stimmen in % (letzte Wahl) | Platzierung bei letzter Wahl | Sitze im Parlament | Regierungs- beteiligung                    |
| ----------------------------- | --- | ---- | --------------------------- | -------------------------- | ---------------------------- | ------------------ | ------------------------------------------ |
| Ungarn                        | Fidesz – Ungarischer Bürgerbund                                                                                       |      | Viktor Orbán                | 54,1 (2022)                | 1.                           | 135 von 199        | Ja (Zweidrittelmehrheit)                   |
| Serbien                       | Serbische Fortschrittspartei (SNS)                                                                                    |      | Aleksandar Vučić            | 46,8 (2023)                | 1.                           | 129 von 250        | Ja (absolute Mehrheit)                     |
| Nordmazedonien                | Innere Mazedonische Revolutionäre Organisation – Demokratische Partei für Mazedonische Nationale Einheit (VMRO-DPMNE) |      | Nikola Gruevski             | 43,2 (2024)                | 1.                           | 58 von 120         | Ja (Koalitionspartner)                     |
| Türkische Republik Nordzypern | Nationale Einheitspartei (UBP)                                                                                        |      | Hüseyin Özgürgün            | 39,5 (2022)                | 1.                           | 24 von 50          | Ja (Koalitionspartner)                     |
| Polen                         | Recht und Gerechtigkeit (PiS)                                                                                         |      | Jarosław Kaczyński          | 35,4 (2023)                | 1.                           | 194 von 460        | Nein                                       |
| Kroatien                      | Kroatische Demokratische Union (HDZ)                                                                                  |      | Andrej Plenković            | 34,4 (2024)                | 1.                           | 61 von 151         | Ja (Koalitionspartner)                     |
| Frankreich                    | Rassemblement National (RN)                                                                                           |      | Jordan Bardella             | 33,15 (2024)               | 1.                           | 125 von 577        | Nein                                       |
| Österreich                    | Freiheitliche Partei Österreichs (FPÖ)                                                                                |      | Herbert Kickl               | 28,8 (2024)                | 1.                           | 57 von 183         | Nein (Koalitionsverhandlungen gescheitert) |
| Schweiz                       | Schweizerische Volkspartei (SVP)                                                                                      |      | Marcel Dettling             | 27,9 (2023)                | 1.                           | 62 von 200         | Ja (Zauberformel)                          |
| Italien                       | Fratelli d’Italia (FdI)                                                                                               |      | Giorgia Meloni              | 26 (2022)                  | 1.                           | 119 von 400        | Ja (Koalitionspartner)                     |
| Niederlande                   | Partij voor de Vrijheid (PVV)                                                                                         |      | Geert Wilders               | 23,5 (2023)                | 1.                           | 37 von 150         | Nein (Koalition verlassen)                 |
| Deutschland                   | Alternative für Deutschland (AfD)                                                                                     |      | Tino Chrupalla Alice Weidel | 20,8 (2025)                | 2.                           | 152 von 630        | Nein                                       |
| Schweden                      | Schwedendemokraten (SD)                                                                                               |      | Jimmie Åkesson              | 20,5 (2022)                | 2.                           | 73 von 349         | Tolerierung der Minderheitsregierung       |
| Finnland                      | Perussuomalaiset (PS)                                                                                                 |      | Riikka Purra                | 20,1 (2023)                | 2.                           | 46 von 200         | Ja (Koalitionspartner)                     |
| Portugal                      | Chega |      | André Ventura               | 18,1 (2024)                | 3.                           | 48 von 230         | Nein                                       |
| Estland                       | Estnische Konservative Partei (EKRE)                                                                                  |      | Mart Helme                  | 16,1 (2023)                | 2.                           | 17 von 101         | Nein                                       |
| Spanien                       | Vox |      | Santiago Abascal            | 12,4 (2023)                | 3.                           | 33 von 350         | Nein                                       |
| Luxemburg                     | Alternativ Demokratesch Reformpartei (ADR)                                                                            |      | Fred Keup                   | 9,55 (2023)                | 4.                           | 5 von 60           | Nein                                       |
| Italien                       | Lega Nord (Lega) |      | Matteo Salvini              | 8,8 (2022)                 | 4.                           | 66 von 400         | Ja (Koalitionspartner)                     |
| Griechenland                  | Elliniki Lysi (EL) |      | Kyriakos Velopoulos         | 4,45 (2023)                | 5.                           | 16 von 300         | Nein                                       |
| Schweiz                       | Eidgenössisch-Demokratische Union (EDU)                                                                               |      | Daniel Frischknecht         | 1,2 (2023)                 | 8.                           | 2 von 200          | Nein                                       |

| Land   | Partei                            | Logo | Parteichef                                    | Stimmen in % (letzte Wahl) | Platzierung bei letzter Wahl | Sitze im Parlament | Regierungs- beteiligung |
| ------ | --------------------------------- | ---- | --------------------------------------------- | -------------------------- | ---------------------------- | ------------------ | ----------------------- |
| Japan  | Liberaldemokratische Partei (LDP) |      | Yoshihide Suga, Fumio Kishida, Shigeru Ishiba | 38,5 (2024)                | 1.                           | 191 von 465        | Ja (Koalitionspartner)  |
| Indien | Bharatiya Janata Party (BJP)      |      | Amit Shah                                     | 36,6 (2024)                | 1.                           | 240 von 543        | Ja (Koalitionspartner)  |
| Israel | Likud                             |      | Benjamin Netanjahu                            | 23,41 (2022)               | 1.                           | 32 von 120         | Ja (Koalitionspartner)  |